# Майорат (повесть)
«Майорат» (Das Majorat) — семейная хроника Э. Т. А. Гофмана из 2-го тома сборника «Ночные этюды» (1817), принадлежащая к традиции готической литературы.

## Сюжет
Главный герой повести — осыпающийся замок Росситтен на берегу Куршского залива. На протяжении веков он служил резиденцией баронского семейства фон Р. и теперь клонится к упадку вместе с ним. В середине XVIII века барон Родерих фон Р., желая упрочить могущество своего семейства и предупредить губительные разделы семейного имущества, провозглашает родовую усадьбу майоратом, который будет наследовать только старший из его потомков.
Однажды при загадочных обстоятельствах обвалилась башня, в которой барон-чернокнижник предавался оккультным изысканиям. После его смерти поместье становится ареной ссоры его сыновей — алчного Вильгельма и кутилы Губерта. Через какое-то время после отъезда Губерта из поместья его старшего брата находят под злосчастной башней старого барона с размозжённой головой. Судейские чиновники приходят к выводу, что в поместье произошёл несчастный случай.
Молодой Губерт, вступив в права владельца майората, чуждается дедовского замка и предпочитает жить в своих курляндских поместьях. Расследование, проведённое после его смерти юстициарием Ф., позволяет выявить истинного виновника гибели барона Вильгельма. Это дворецкий старого барона, Даниель, преступная совесть которого выдаёт себя в припадках сомнамбулизма. И после смерти его призрак продолжает являться в замок.
К изумлению сына барона Губерта, отец в своём завещании передаёт майорат молодому швейцарцу Родериху. Суд в Кёнигсберге, проведя расследование, констатирует, что этот швейцарец — сын его старшего брата Вильгельма от тайного брака. Вся первая часть повести — рассказ внучатого племянника Ф. о посещении замка в компании своего престарелого родственника, о его столкновении с призраком Даниеля и о влюблённости в молодую баронессу Серафину — дочь Губерта и жену Родериха-младшего.
Решение старого барона обездолить младшего сына через введение майората не только перессорило его потомков, но и стало проклятием для его фамильного гнезда. Лишь много лет спустя рассказчик узнает о трагическом финале семейной саги баронов фон Р. Проезжая вдоль Куршского залива, он видит новый маяк, выстроенный рядом с руинами старого замка, и предаётся ностальгическим воспоминаниям:

Р…ситтен!.. Едва почтальон вымолвил это имя, как память моя с ослепительной живостью представила мне те роковые осенние дни, что я провел там. Я видел барона, видел Серафину, и старых диковинных тетушек, и себя самого, с пышущим здоровьем лицом, искусно причесанного и напудренного, в нежном небесно-голубом камзоле, — да, себя самого, влюбленного, что, как печь, вздыхает, со скорбной песнью об очах любимой. В глубокой тоске, что объяла меня, словно шутихи всех цветов, вспыхивали солёные шутки старого стряпчего, которые теперь забавляли меня больше, чем тогда.

## Источники

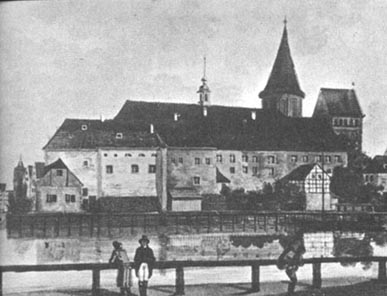
Кёнигсберг во времена Гофмана

## Влияние
Повесть «Майорат» и роман «Эликсиры дьявола» ближе других произведений Гофмана к традициям готической литературы, столь популярной в Британии начала XIX века. Возможно, по этой причине «Майорат» стал первым произведением Гофмана, покорившим англосаксонскую публику. Познакомил её с творчеством Гофмана сэр Вальтер Скотт в статье «О сверхъестественном в беллетристических сочинениях» (1827). Вместе с подробным пересказом «Майората» он приводит обширные выдержки из повести. Считается, что Эдгар По вдохновлялся этим пересказом при создании «Метценгерштейна» (одного из первых своих рассказов) и хрестоматийного «Падения дома Ашеров». 
С 1857 года звучат предположения о том, что готическая атмосфера ненастного взморья у Гофмана повлияла на знаменитую хронику распада йоркширского семейства, «Грозовой перевал», хотя знакомство Эмили Бронте с сочинениями Гофмана до сих пор не доказано. Ещё в XIX веке было подмечено сходство между «Майоратом» и романом Н. Готорна «Дом о семи фронтонах» (1851) — одной из любимых книг Г. Ф. Лавкрафта.
Первый русский перевод «Майората» появился в «Московском телеграфе» в 1830 году. Возможно, эта повесть «подсказала Пушкину мысль о скупом-бароне, мощном владельце, строящем фантастические планы», материализовавшуюся в драме «Скупой рыцарь». Русский гофманист В. Ф. Одоевский признавал, что его увлечение Гофманом началось именно с «Майората».